# Kościół św. Józefa Sebastiana Pelczara w Przeworsku
Kościół św. Józefa Sebastiana Pelczara w Przeworsku – kościół parafialny znajdujący się w Przeworsku, przy ul. Jedności 7.

## Historia
W 1989 z inicjatywy księdza prałata Adama Ablewicza powstała mała prowizoryczna kaplica, a od 1990 z inicjatywy księdza prałata Stanisława Szałankiewicza powstawał kościół parafialny. 18 lipca 1990 o. Jan Kanty Bartnik poświęcił dotychczasowe miejsce kultu. 5 maja 1991 ks. Stanisław Szałankiewicz poświęcił plac pod budowę kościoła. Kościół został wybudowany w przeciągu 15 miesięcy (maj 1991 - październik 1992) i poświęcony przez ks. abpa Ignacego Tokarczuka 25 października 1992, otrzymując wezwanie bł. Józefa Sebastiana Pelczara. Świątynia była pierwszym na świecie kościołem tego błogosławionego. Od kanonizacji patrona 18 maja 2003 świątynia nosi wezwanie Świętego Józefa Sebastiana Pelczara. Konsekracji świątyni dokonał ks. abp Józef Michalik 25 października 2003 roku.
Odpust parafialny obchodzony jest wyjątkowo nie w liturgiczne wspomnienie Świętego Patrona (19 stycznia), lecz w rocznicę jego beatyfikacji (2 czerwca).
W głównym ołtarzu znajduje się kopia wizerunku Matki Bożej Ostrobramskiej, w bocznych zaś obrazy: Miłosierdzia Bożego i św. Józefa Sebastiana Pelczara.
Projekt kościoła został wykorzystany także do budowy kościoła p.w. św. Karola Boromeusza w Lubaczowie. Oba kościoły posiadają bardzo zbliżony wygląd.

## Galeria

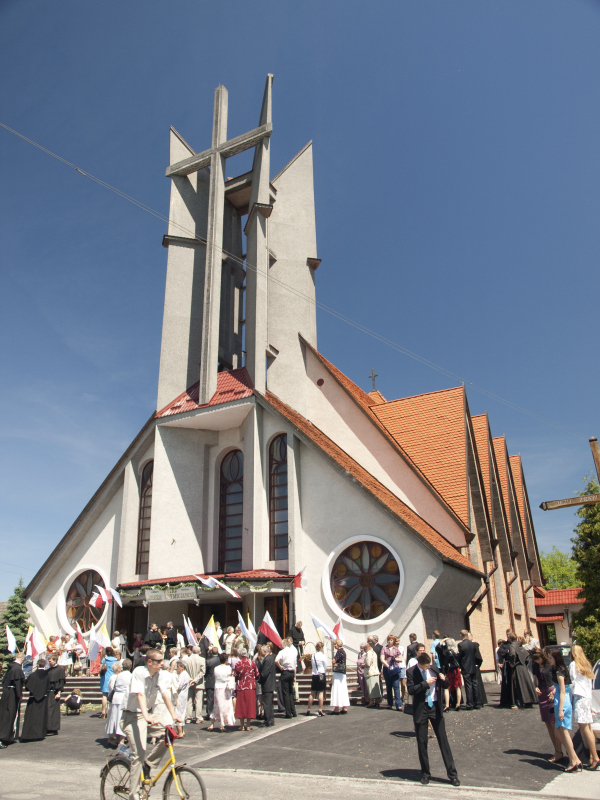
Kościół pw. Świętego Józefa Sebastiana Pelczara w Przeworsku
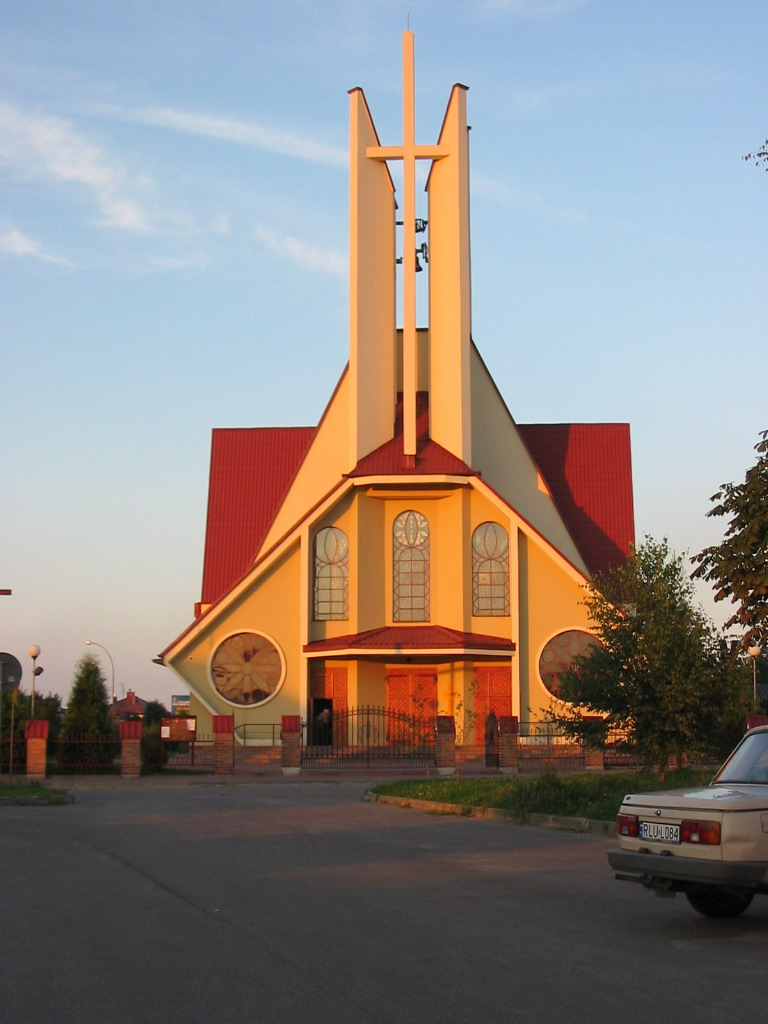
Bliźniaczy kościół św. Karola Boromeusza w Lubaczowie
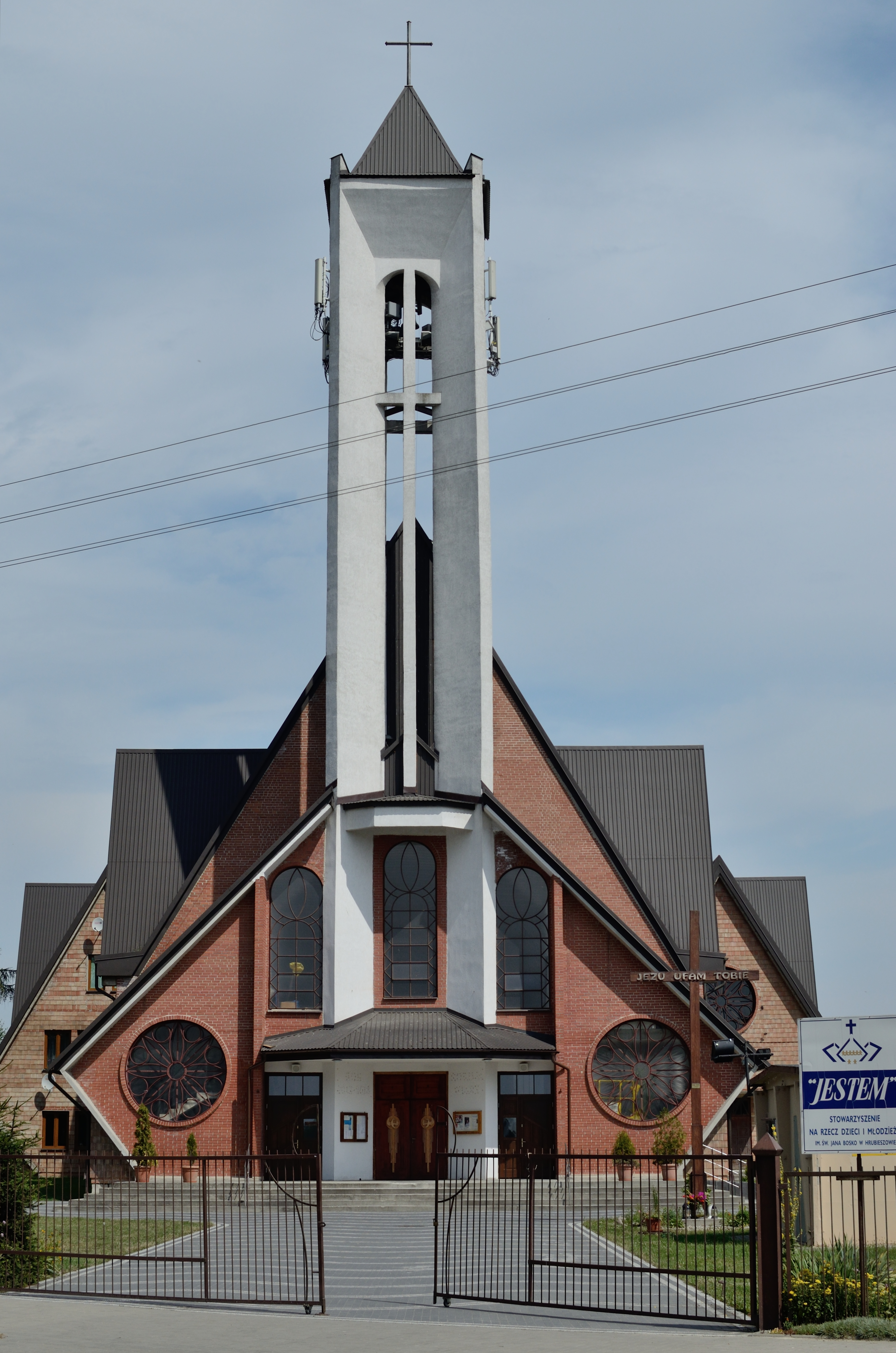
Bliźniaczy kościół Ducha Świętego w Hrubieszowie